# Anoplolepis rufescens
Anoplolepis rufescens är en myrart som först beskrevs av Santschi 1917.  Anoplolepis rufescens ingår i släktet Anoplolepis och familjen myror. Inga underarter finns listade i Catalogue of Life.